# Travanca (Vinhais)
Travanca é uma povoação portuguesa do Município de Vinhais que foi sede da extinta Freguesia de Travanca, freguesia que tinha 11,66 km² de área e 114 habitantes (2011), e, por isso, uma densidade populacional de 9,8 hab/km².
A Freguesia de Travanca foi extinta (agregada) a partir de 29 de Setembro de 2014, tendo o seu território passado a fazer parte integrante da então criada União de Freguesias de Travanca e Santa Cruz.

## População
| População da Freguesia de Travanca | População da Freguesia de Travanca | População da Freguesia de Travanca | População da Freguesia de Travanca | População da Freguesia de Travanca | População da Freguesia de Travanca | População da Freguesia de Travanca | População da Freguesia de Travanca | População da Freguesia de Travanca | População da Freguesia de Travanca | População da Freguesia de Travanca | População da Freguesia de Travanca | População da Freguesia de Travanca | População da Freguesia de Travanca | População da Freguesia de Travanca |
| ---------------------------------- | ---------------------------------- | ---------------------------------- | ---------------------------------- | ---------------------------------- | ---------------------------------- | ---------------------------------- | ---------------------------------- | ---------------------------------- | ---------------------------------- | ---------------------------------- | ---------------------------------- | ---------------------------------- | ---------------------------------- | ---------------------------------- |
| 1864                               | 1878                               | 1890                               | 1900                               | 1911                               | 1920                               | 1930                               | 1940                               | 1950                               | 1960                               | 1970                               | 1981                               | 1991                               | 2001                               | 2011                               |
| 263                                | 260                                | 273                                | 299                                | 312                                | 281                                | 278                                | 335                                | 275                                | 303                                | 161                                | 186                                | 150                                | 119                                | 114                                |

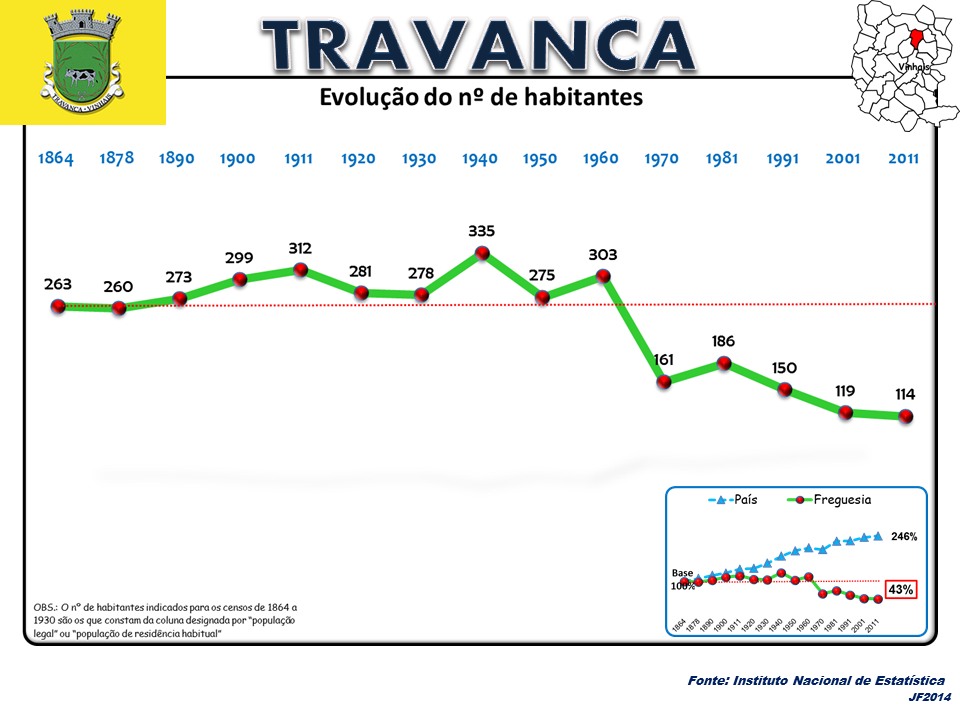
Evolução da População 1864 / 2011
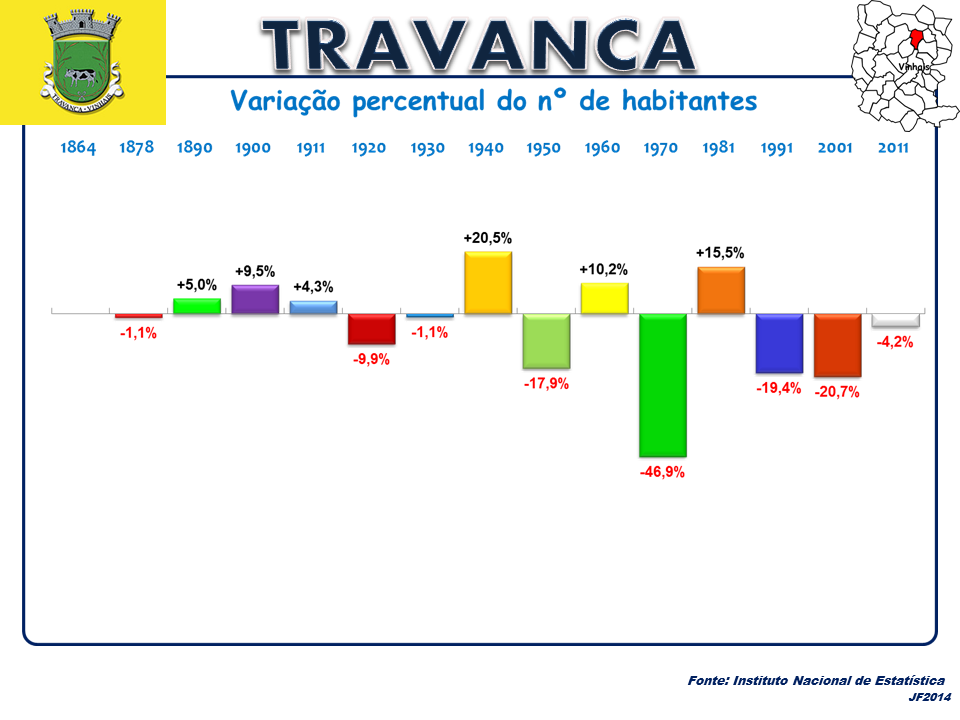
Variação da População 1864 / 2011
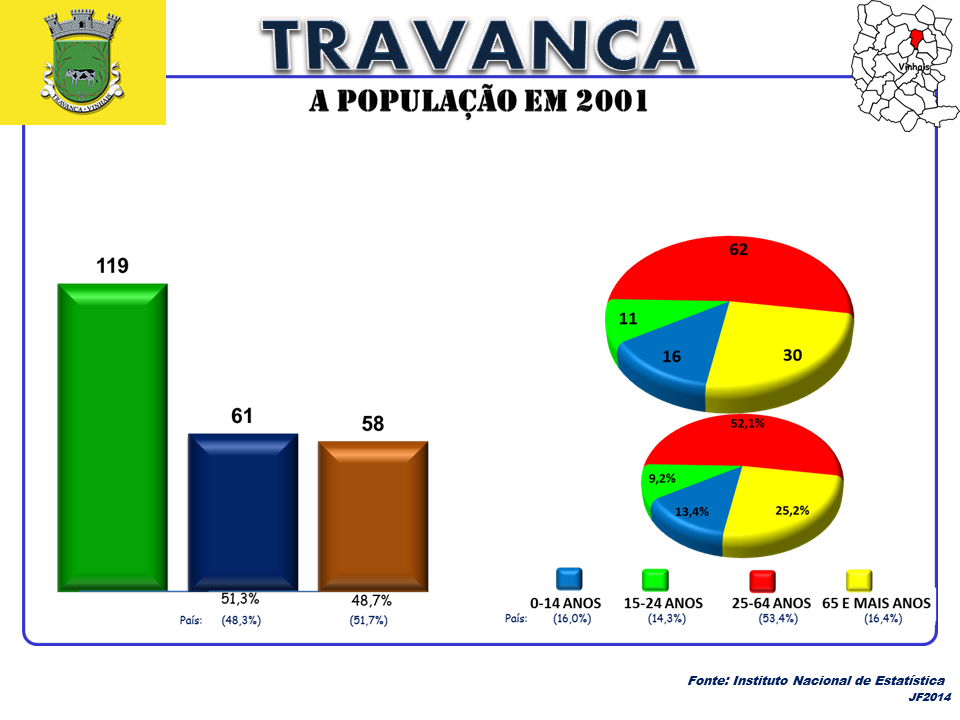
A População em 2001
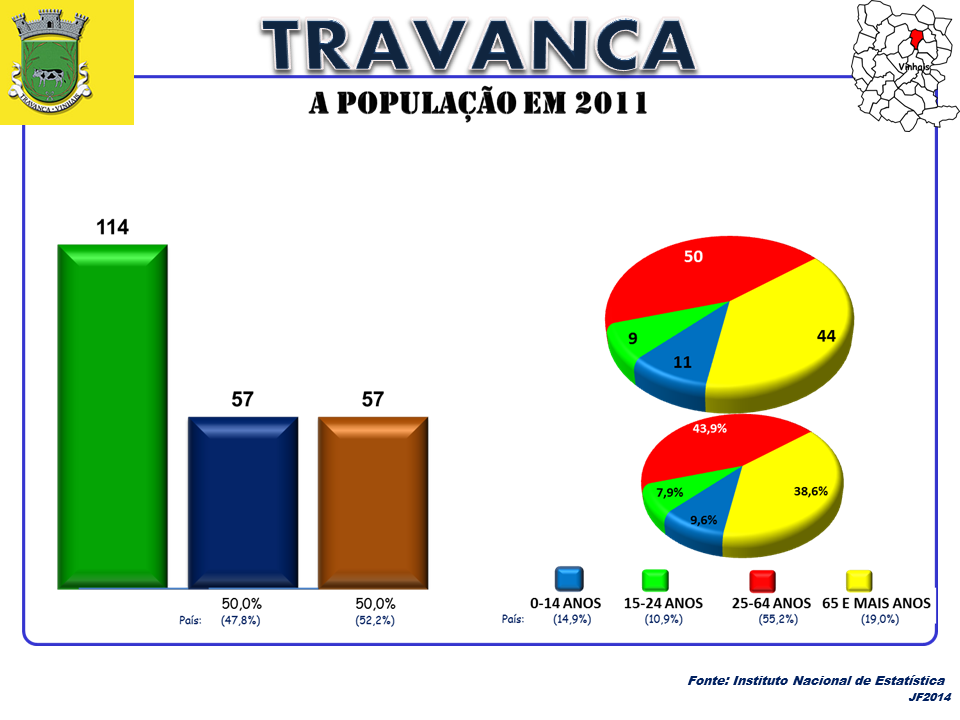
A População em 2011

## Património
- Igreja Paroquial de Travanca.